# Восстание из-за виски
Восстание из-за виски, или восстание виски (англ. Whiskey Rebellion) — протестные выступления в США, начавшиеся в 1791 году при президентстве Джорджа Вашингтона. Восстание подняли фермеры, не желавшие платить введённый налог на алкоголь. Новый налог был частью программы министра финансов Александра Гамильтона по выплате внутреннего долга.
На западном фронтире протестующие прибегали к насилию и угрозам в адрес сборщиков налога. Сопротивление достигло пика в июле 1794 года, когда в Пенсильванию прибыли представители Службы маршалов США для взыскания задолженностей. По сигналу более пятисот человек атаковали укреплённый дом налогового инспектора Джона Невилла, а когда тот застрелил одного из нападавших, здание было сожжено. В ответ Джордж Вашингтон направил в западную Пенсильванию переговорщиков и одновременно начал собирать ополчение против восставших. Узнав о скором прибытии 15 000 вооружённых ополченцев во главе с президентом, восставшие разошлись по домам. Около 20, по другим данным — 170, человек было подвергнуто аресту, однако их позднее оправдали или помиловали.
Восстание из-за виски стало проверкой нового правительства на способность и желание подавлять сопротивление федеральным законам. Тем не менее, сбор введённого налога остался сложной задачей. Также это событие считают одним из ключевых для формирования политических партий США. Налог на алкоголь был отменён после того, как Республиканская партия Томаса Джефферсона, противостоявшая Федералистской партии Александра Гамильтона, пришла к власти в 1800 году.

### Статьи
- Cynthia L. Krom and Stephanie Krom. Alexander Hamilton on SlaveryTHE WHISKEY TAX OF 1791 AND THE CONSEQUENT INSURRECTION: "A WICKED AND HAPPY TUMULT" (англ.) // The Accounting Historians Journal. — The Academy of Accounting Historians, 200413. — Vol. 40, iss. 2. — P. 91-113.